# Premio Sebastiane del Festival de San Sebastián
Premio Sebastiane es un premio cinematográfico que entrega la asociación Gehitu desde el año 2000, al filme proyectado durante el Festival de Cine de San Sebastián que mejor refleje los valores y la realidad de lesbianas, gais, transexuales y bisexuales.
La selección de la película ganadora se realiza entre todas la secciones que componen el Festival: Sección Oficial, Zabaltegui, Horizontes Latinos, Made in Spain, etc.

## Historia
En el año 2000 nació la idea de crear un premio de cine gay-lésbico dentro del ámbito del Festival de Cine de San Sebastián (Zinemaldia). Dicha idea surgió entre las filas de Gehitu, Asociación de gais, lesbianas, bisexuales y transexuales del País Vasco. Con ello se pretendía que, al igual que ya sucedía desde 1987 en la Berlinale con el Teddy Award ("Premio Teddy"), el premio ayudase a que las películas con temática LGTBIAQ+ tuviesen mayor relevancia en las salas de cine y en los medios de comunicación generalistas.
La primera película en la que recayó el Premio Sebastiane fue Krámpack, del director Cesc Gay, que presentaba con originalidad, humor y ternura el despertar afectivo de un adolescente homosexual. En esta edición formaron parte del jurado: el escritor Luis G. Martín, la crítica de cine, Begoña del Teso, Ángel Retamar de la revista Zero y los socios de Gehitu, Patricia García y David Montero.
El nombre del premio, "Sebastiane", se puso en honor a la película homónima dirigida en 1976 por el británico Derek Jarman. Fue su primera película y en ella el director hizo trato introspectivo del soldado romano Sebastián, mártir del cristianismo, luego santo en la Edad Media y, posteriormente, convertido en icono homoerótico. San Sebastián, patrono de San Sebastián, supone un símbolo de las raíces de la propia ciudad sede del Festival como de la propia cultura homosexual. Todo esto hace que sea la imagen perfecta que represente al Premio Sebastiane.

## Premio
La estatuilla del premio representa la silueta en metal de la imagen con la que tradicionalmente se refleja al mártir San Sebastián: un cuerpo semidesnudo, atravesado su torso por unas flechas. Detrás de dicha silueta se encuentran dos bloques de acero inoxidable que simulan los dos cubos del Kursaal, sede del Festival.

## Palmarés del Premio Sebastiane
Los ganadores de dicho premio desde su creación han sido:
| Año  | País                      | Película                     | Director                       |
| ---- | ------------------------- | ---------------------------- | ------------------------------ |
| 2000 | Bandera de España         | Krámpack                     | Cesc Gay                       |
| 2001 | Bandera de Italia         | Le fate ignoranti            | Ferzan Ozpetek                 |
| 2002 | Bandera de Sri Lanka      | Tani tatuwen piyabanna       | Asoka Handagama                |
| 2003 | Bandera de Argelia        | Le Soleil assassiné          | Abdelkrim Bahloul              |
| 2004 | Bandera de Tailandia      | Beautiful Boxer              | Ekachai Uekrongtham            |
| 2005 | Bandera de España         | Malas temporadas             | Manuel Martín Cuenca           |
| 2006 | Bandera de Guatemala      | Estrellas de la Línea        | Chema Rodríguez                |
| 2007 | Bandera de Líbano         | Caramel                      | Nadine Labaki                  |
| 2008 | Bandera de Estados Unidos | Vicky Cristina Barcelona     | Woody Allen                    |
| 2009 | Bandera de Perú           | Contracorriente              | Javier Fuentes-León            |
| 2010 | Bandera de España         | 80 egunean                   | Jose Mari Goenaga y Jon Garaño |
| 2011 | Bandera de Irlanda        | Albert Nobbs                 | Rodrigo García                 |
| 2012 | Bandera de Chile          | Joven y alocada              | Marialy Rivas                  |
| 2013 | Bandera de Estados Unidos | Dallas Buyers Club           | Jean Marc Vallée               |
| 2014 | Bandera de Francia        | Une nouvelle amie            | François Ozon                  |
| 2015 | Bandera de Estados Unidos | Freeheld                     | Peter Sollett                  |
| 2016 | Bandera de Israel         | Bar Bahar                    | Maysaloun Hamoud               |
| 2017 | Bandera de Francia        | 120 latidos por minuto       | Robin Campillo                 |
| 2018 | Bandera de Bélgica        | Girl                         | Lukas Dhont                    |
| 2019 | Bandera de Colombia       | Monos                        | Alejandro Landes               |
| 2020 | Bandera de Canadá         | Falling                      | Viggo Mortensen                |
| 2021 | Bandera de Estados Unidos | The power of the dog         | Jane Campion                   |
| 2022 | Bandera de Canadá         | Something you said last nigt | Luis De Filippis               |
| 2023 | Bandera de España         | 20.000 especies de abejas    | Estibaliz Urresola             |
| 2024 | Bandera de Argentina      | Reas                         | Lola Arias                     |

## Sebastiane Latino
En 2013, se da un salto con la creación del Premio Sebastiane Latino. Este premio quiere reconocer la mejor producción LGTB latinoamericana del año. Los candidatos no están solamente entre las películas seleccionadas por el Zinemaldi, como en el Premio Sebastiane tradicional, sino que son toda película estrenada durante el año en cualquier lugar del mundo. Un jurado especializado se encarga de visionar las candidatas a lo largo del año.
| Año  | País                 | Película             | Director                |
| ---- | -------------------- | -------------------- | ----------------------- |
| 2013 | Bandera de México    | Quebranto            | Roberto Fiesco          |
| 2014 | Bandera de Brasil    | Praia do Futuro      | Karim Aïnouz            |
| 2015 | Bandera de Argentina | Mariposa             | Marco Berger            |
| 2016 | Bandera de Chile     | Rara                 | Pepa San Martín         |
| 2017 | Bandera de Chile     | Una mujer fantástica | Sebastián Lelio         |
| 2018 | Bandera de Paraguay  | Las herederas        | Marcelo Martinessi      |
| 2019 | Bandera de Guatemala | Temblores            | Jayro Bustamante        |
| 2020 | Bandera de Argentina | Las mil y una        | Clarisa Navas           |
| 2021 | Bandera de Brasil    | Medusa               | Anita Rocha da Silveira |
| 2022 | Bandera de Argentina | Sublime              | Mariano Biasin          |
| 2023 | Bandera de Colombia  | Transfariana         | Joris Lachaise          |
| 2024 | Bandera de Brasil    | Baby                 | Marcelo Caetano         |